# 인도미

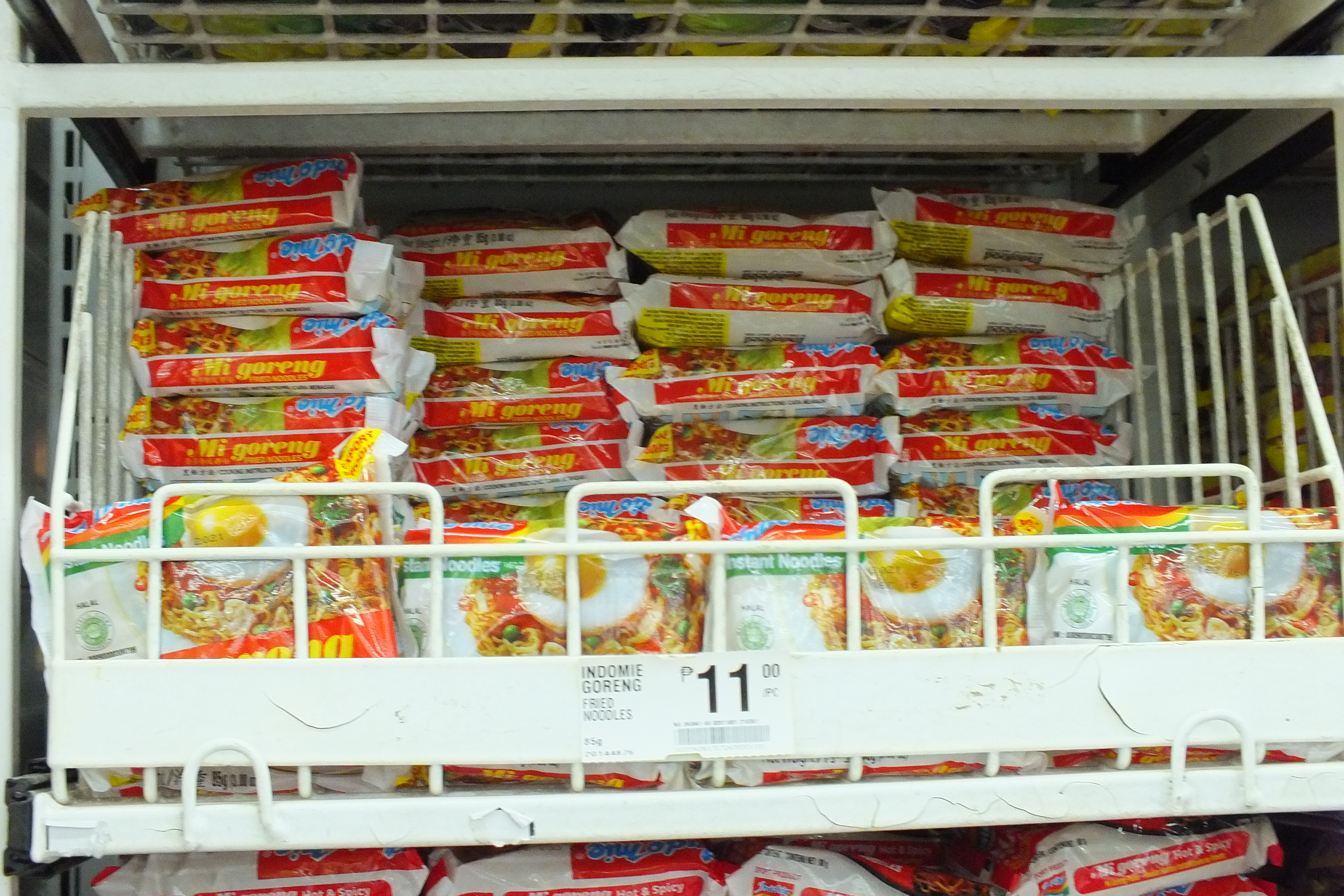
슈퍼마켓 속 인도미

인도미(Indomie)는 인도네시아 회사 인도푸드에서 생산하는 인스턴트 국수 브랜드이다. 인도푸드 자체는 16개의 공장을 보유한 세계 최대의 인스턴트 국수 생산업체이다. 매년 150억 개가 넘는 인도미 패킷이 생산된다. 인도미는 또한 전 세계 90여 개국에 수출된다. 인도푸드의 주요 수출 시장은 호주, 뉴질랜드, 말레이시아, 인도, 이라크, 파푸아뉴기니, 홍콩, 동티모르, 요르단, 사우디아라비아, 가나, 중국, 캐나다, 미국, 영국, 프랑스, 브라질, 스페인, 독일이다. 나이지리아, 러시아, 남아프리카, 멕시코, 우크라이나, 대만, 이집트, 레바논, 일본 및 중동, 유럽, 아프리카, 북미, 라틴 아메리카 및 아시아의 일부 나머지 국가에도 수출한다. 인도미는 1972년 6월에 처음 소개된 이후 주로 인도네시아에서 생산되었다. 인도미는 1995년부터 나이지리아에서도 생산되었다. 인도미는 나이지리아와 기타 아프리카 국가에서도 점차 인기를 얻고 있다.